# Lotrinsko

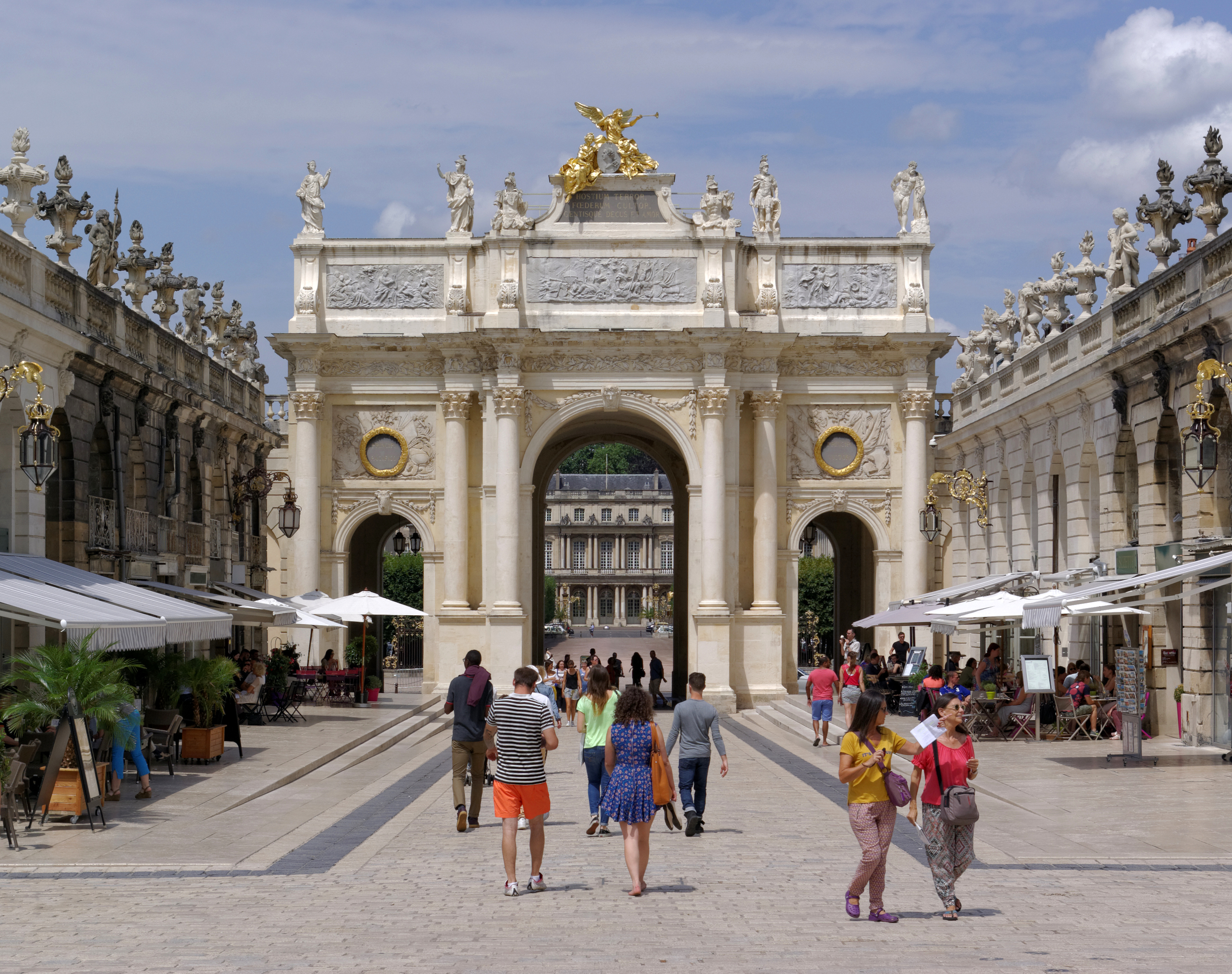
Vítězný oblouk na Stanislavově náměstí v Nancy.

Lotrinsko (francouzsky Lorraine, německy Lothringen, v románské lotrinštině Louréne, v germánské lotrinštině Lothringe(n)) je bývalý region Francie. Nachází se na severovýchodě země a zahrnuje dvě velká města Mety (Metz) a Nancy. Sídlem regionální rady jsou Mety. Název regionu je odvozen od středověké Lotharingie. Od roku 2016 byl spolu s regiony Alsasko a Champagne-Ardenne sloučen do nového regionu Grand Est.

## Dějiny
Po rozdělení franské říše roku 843 verdunskou smlouvou připadlo území pozdějšího Lotrinska jako součást Středofranské říše k údělu Lothara, nejstaršího syna císaře Ludvíka I. Pobožného, který po otci získal také císařský titul. Své pojmenování Lotharingie - Lotrinsko získala země o něco později podle stejnojmenného Lotharova syna Lothara II., který po otcově smrti roku 855 zdědil a do roku 869 vládl severní třetině oné říše. Meersenskou smlouvou byla poté Lotharingie v roce 870 rozdělena mezi východofranskou a západofranskou říši. O deset let později (880) připadla Ribemontskou smlouvou k Východofranské říši celá.
Až do 18. století se země nacházela v hranicích Svaté říše římské jako tzv. vévodství lotrinské. Poté se stala předmětem válek mezi Francií (Ludvík XIV.) a římskou říší (v čele s Habsburky, nejdříve rakouskými, posléze i španělskými). Ke konci 18. století se vévodství dostalo pod svrchovanost Francie, když v roce 1738, na základě vídeňské smlouvy zakončující válku o nástupnictví na polském trůnu, obdržel Lotrinsko k doživotnímu užívání Stanisław Leszczyński, jehož dcera Marie se provdala za francouzského krále Ludvíka XV. Podle dohody po Leszczyńského smrti roku 1766 vévodství zaniklo a země byla přičleněna k Francii. Ve francouzských hranicích pak zůstala až do roku 1871, kdy se její severní část společně se sousedním Alsaskem stala kvůli Prusko-Francouzské válce na půlstoletí součástí nově vzniklého Německého císařství. Vzniklý francouzsko-německý spor o tato území se později stal jednou z hlavních příčin 1. světové války, po jejímž skončení přešlo na základě Versailleské smlouvy z roku 1918 celé Lotrinsko opět pod svrchovanost Francie. V roce 1940 bylo severní Lotrinsko znovu připojeno k Německu, kde zůstalo až do pádu Třetí říše na konci 2. světové války v roce 1945. kdy byla země připojena zpět k Francii.

## Vývoj hranic Lotrinska v nedávné minulosti
Současný region Lotrinsko se rozkládá na území větším než původní vévodství lotrinské, které postupně přecházelo pod francouzskou suverenitu v letech 1737 až 1766. Dnešní region zahrnuje i některé provincie a oblasti, které dříve existovaly odděleně od samotného vévodství lotrinského. Jednalo se o:
- Barrois;
- Tři biskupství (Trois-Évêchés) – nesouvislé území okolo Met, Verdunu a Toulu, které se v 16. století oddělilo od Svaté říše římské a přešlo pod francouzskou suverenitu;
- několik dalších malých knížectví, která byla ještě za Velké francouzské revoluce součástí Svaté říše římské.

Někteří lidé za tradiční Lotrinsko považují pouze oblast samotného vévodství lotrinského, zatímco jiní k němu připočítávají také Barrois a Tři biskupství. Příčinou rozporů je to, že svým původem je vévodství vlastně pouze hornolotrinské, protože ani dříve nezahrnovalo celé území známé jako Lotrinsko.

Vývoj hranic Alsaska a Lotrinska od roku 1871

Situace Barrois je nejsložitější: Malá západní část Barrois (na západ od řeky Mázy), známá jako Barrois mouvant, byla na počátku 14. století oddělena od zbytku Barrois a vložena pod francouzskou suverenitu. Zbylou největší částí Barrois (na východ od Mázy) bylo barské vévodství, součást Svaté říše římské, jež bylo v 15. století sjednoceno s vévodstvím lotrinským prostřednictvím sňatku barského vévody Reného I. Dobrého s dcerou lotrinského vévody Izabelou. Vévodství barské a lotrinské se tak spojila v personální unii pod jediným vévodou, ačkoliv formálně se až do jejich přičlenění k Francii v roce 1766 stále jednalo o dva samostatné celky.
V době Velké francouzské revoluce byly na území Barrois, Tří biskupství a vévodství lotrinského vytvořeny čtyři departementy: Meuse, Meurthe, Moselle a Vosges. Po roce 1870 se části departementů Moselle a Meurthe staly součástí Německého císařství a zbylé francouzské části byly spojeny do nového departementu Meurthe-et-Moselle. Po roce 1918 byly zabrané oblasti vráceny Francii a začleněny do ní jako nový departement Moselle, ve kterém byl ale zachován zvláštní právní řád. Když se pak v polovině 20. století zakládal ve Francii systém regionů, bylo rozhodnuto vytvořit z Meurthe-et-Moselle, Meuse, Moselle a Vosges společný region, nazvaný jednoduše „Lorraine“ (Lotrinsko).

## Geografie

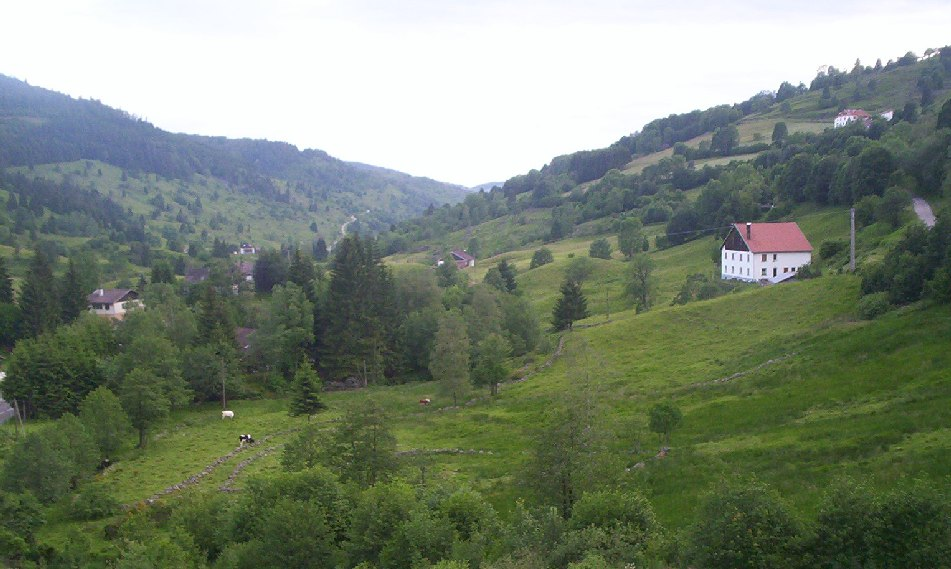
Údolí Chajoux.

Lotrinsko je jediným francouzským regionem, který sousedí se třemi státy: Belgií (Valonsko), Lucemburskem a Německem (Sársko, Porýní-Falc). Hraničí také s francouzskými regiony Franche-Comté, Alsasko a Champagne-Ardenne. Toto jeho strategické umístění učinilo z Lotrinska křižovatku čtyř národů a způsobilo, že hrálo významnou roli v evropské historii. Lotrinskem protéká mnoho řek, mj. Mosela, Meurthe a Máza.

## Jazyk a kultura

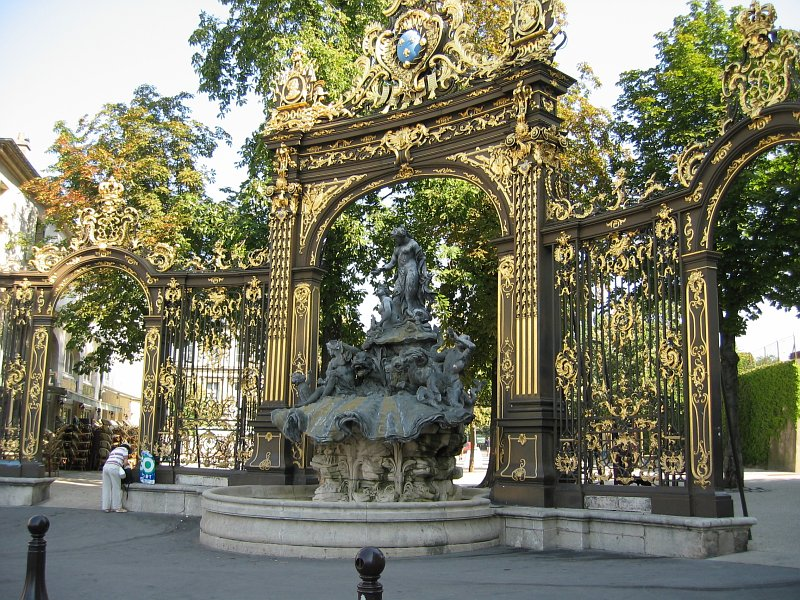
Neptunova fontána na Stanislavově náměstí v Nancy.

Většina Lotrinska má jasný francouzský charakter. Proto připojil Otto von Bismarck po vítězství v prusko-francouzské válce k Německému císařství pouze asi třetinu dnešního Lotrinska. Kultura této sporné třetiny, dnes známé jako departement Moselle, nesla románské i germánské prvky a nebylo ji možné jednoznačně označit ani jako francouzskou, ani jako německou. Podobně jako jiné hraniční regiony bylo Lotrinsko směsicí etnik a dialektů, které v některých případech ani nebyly vzájemně srozumitelné se spisovnou francouzštinou, resp. němčinou.
Navzdory politice „jediného jazyka“ prosazované francouzskou vládou přežívají v severní části regionu dosud germánské dialekty, jež jsou ve francouzštině známy pod názvy francique či platt (lorrain) (jiný je ovšem lorrain, což je románský dialekt téhož regionu). Tyto dialekty se liší od alsaštiny, kterou se mluví jižně od Lotrinska, ačkoliv jsou s ní často zaměňovány. Žádný z nich nepožívá žádného oficiální uznání. V minulosti se v germánském Lotrinsku vyskytovaly dvě rodiny dialektů, z nichž moselský a lotrinský jsou tam používány dodnes. Podobají se středozápadním germánským dialektům sousedního Lucemburska a Německa.
Podobně jako většina francouzských regionálních jazyků (např. bretonština, západní vlámština, katalánština, provensálština a alsaština), byly i lotrinský a moselský germánský dialekt v důsledku zavedení povinné školní docházky v 19. a 20. století z velké části nahrazeny francouzštinou. V dnešní době jsou ale vynakládány snahy o jejich záchranu a mnoho starších lidí jimi stále hovoří. Příklady takovýchto snah zahrnují dvojjazyčné značení v těch částech Francie, kde se používá germánský dialekt, a speciální jazyková výuka ve školách.

### Lotrinský kříž

Lotrinský kříž.

Znak Mons. Papina, biskupa z Nancy-Toul, primase lotrinského s vyobrazenými lotrinskými kříži

Lotrinský kříž je podobný dvojitému kříži známému ze státního znaku Slovenska a znaku Uherského království. Navíc tyto krajiny spojuje rovněž historie, protože král moravských Slovanů Svatopluk se po určitou dobu přátelil s východofranským králem Arnulfem a stal se kmotrem jeho nemanželského syna Svatopluka. Tento nemanželský syn dostal od svého otce svěřenu Lotharingii. Proto existuje domněnka, že jeho prostřednictvím se používání symbolu patriaršího kříže mohlo rozšířit i zde. Této hypotéze věří např. předseda Matice slovenské Marián Tkáč, který Tiskové agentuře Slovenské republiky v červenci roku 2015 sdělil, že symbol patriaršího kříže získal Svatopluk Lotrinský od svého kmotra Svatopluka I. jako křestní dar.
Za druhé světové války byl lotrinský kříž přijat jako oficiální symbol odbojového hnutí Svobodných Francouzů (francouzsky Forces Françaises Libres nebo FFL) pod vedením generála Charlese de Gaulla. Přijetí právě tohoto symbolu navrhl korvetní kapitán Thierry d'Argenlieu jakožto připomínku udatnosti Jany z Arku (která jej již v 15. století používala jako svůj symbol) a také jako reakci na německou svastiku. Příďovou vlajku zobrazující lotrinský kříž na pozadí francouzské trikolory a kokardu s vyobrazením tohoto kříže poprvé představil viceadmirál Émile Muselier v rozkazu č. 2 z 3. července 1940, ačkoliv sám přitom působil jako velitel námořních a leteckých sil Svobodných Francouzů pouhopouhé dva dny.
Ve vesnici Colombey-les-Deux-Églises, rodišti Charlese De Gaulla, byl na jeho památku v roce 1972 vztyčen obrovský, 43 metrů vysoký lotrinský kříž.

### Kuchyně

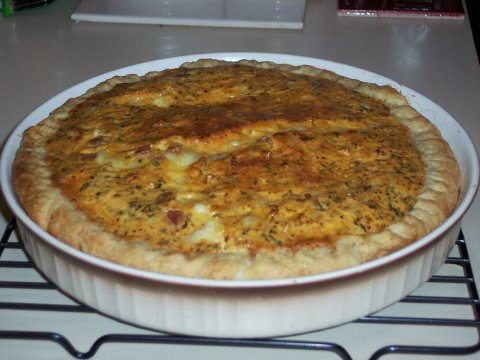
Lotrinský quiche.

Tradici používání brambor v lotrinské kuchyni lze vysledovat až do roku 1665. Brambory jsou používány v mnoha tradičních pokrmech tohoto regionu, jako například v potée lorraine. Odrůda Breux, jejíž název je odvozen od vesnici Breux na severu departementu Meuse, je odborníky považována za vynikající, především díky obzvláště příznivým místním podmínkám. Častou součástí pokrmů lotrinské kuchyně je také uzená slanina. Používá se v mnoha tradičních regionálních jídlech, včetně slavného lotrinského quiche. Lotrinské mirabelky jsou typickým ovocem regionu. Používají se při výrobě koláčů a dalších druhů moučníků, stejně jako na výrobu alkoholických nápojů.
Mezi tradiční pokrmy tohoto regionu patří:
- Lotrinský quiche
- Pâté lorrain (porcované vepřové a telecí maso ochucené bílým vínem a zapékané v křehkém těstě)
- Potée lorraine (dušené uzené maso a klobásy s přílohou ze zelí a další kořenové zeleniny)
- Andouille (dršťková klobása)

### Nápoje
- Víno: Nejznámějším vínem regionu je pinot noir z města Toul. Vinohrady se rozprostírají v údolí řek Mosela a Seille, v údolí Met a Sierck.
- Pivo: Lotrinsko bylo v minulosti sídlem mnoha pivovarů, které vyráběly piva značek Champigneulles, Vézelise, Tantonville, Ligny-In-Barrois, Uckange či Metz.

V dnešní době je už velká část pivovarů mimo provoz, ačkoliv v regionu ještě stále funguje např. pivovar Les Brasseurs de Lorraine v Pont-à-Mousson. Ze dvou pivovarů v Saint-Nicolas-de-Port a Stenay byla udělána muzea.

## Hospodářství
Se 44 miliardami eur produkuje Lotrinsko 3,4 % francouzského HDP a mezi 26 francouzskými regiony je tak na 8. místě. Největší nárůst zaznamenala v posledních letech logistika a sektor služeb, zatímco tradiční odvětví (textilní průmysl, těžební průmysl, metalurgie) upadala, což přineslo regionu problémy s rostoucí mírou nezaměstnanosti, která se pohybuje okolo národního průměru. V roce 1997 byl v Lotrinsku uzavřen poslední důl na železnou rudu, který dříve poskytoval 50 milionů tun železa ročně.
|                              | Lotrinsko        | Francie           |
| ---------------------------- | ---------------- | ----------------- |
| HDP 2000                     | 44,3 milionů eur | 1,816 bilionů eur |
| zemědělství                  | 2,5%             | 2,8%              |
| průmysl                      | 30,7%            | 25,6%             |
| služby                       | 66,8%            | 71,6%             |
| nezaměstnanost červenec 2002 | 8,4%             | 9%                |

## Významná města
- Épinal
- Forbach
- Lunéville
- Mety (Metz)
- Montigny-lès-Metz
- Nancy

- Saint-Dié-des-Vosges
- Sarreguemines
- Thionville
- Vandœuvre-lès-Nancy
- Verdun

## Živočichové a rostliny
Z živočichů jsou pro region typičtí liška a rys. Příznačnými rostlinami jsou kapradí, bodlák, zimostráz, kakost, konvalinka, šalvěj, mirabelka, javor, jasan, buk a smrk.

## Významní obyvatelé Lotrinska

### Umění a literatura

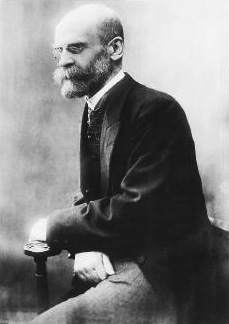
Émile Durkheim

- Jacques Callot (1592-1635)
- Claude Gellée (1600-1682)
- Émile Erckmann (1822-1899)
- Alexandre Chatrian (1826-1890)
- Paul Verlaine (1844-1896)
- Émile Jules Gallé (1846-1904)
- Jules Bastien Lepage (1848-1884)
- Eugène Vallin (1856-1922)
- Émile Durkheim (1858-1917)
- Victor Prouvé (1858-1943)
- Louis Majorelle (1859-1926)
- Lucien Weissenburger (1860-1929)
- Émile Friant (1863-1932)
- Paul Charbonnier (1865 - 1953)
- Henri Bergé (1870-1937)
- Jacques Gruber (1870-1936)
- Émile André (1871-1933)
- Jean-Marie Straub (1933-)
- Bernard-Marie Koltès (1948-1989)
- Philippe Claudel (1962-)
- Georges de La Tour (1593-1652)

### Hospodářství a průmysl
- Albert Bergeret (1859-1932)
- Antonin Daum (1864-1930)
- Auguste Daum (1853-1909)

### Armáda
- Godfrey de Bouillon (1060-1100)
- Georges Mouton (1770-1838)
- Jean Baptiste Eblé (1758-1812)
- Jana z Arku (1412-1431)

Jana z Arku

- Joseph Léopold Sigisbert Hugo (1774-1828)
- Louis-Hubert Lyautey (1854-1934)

### Hudebníci, herci a komici
- Florent Schmitt (1870-1958)
- Darry Cowl (1925-2006)
- Charlélie Couture (1956-)
- Tom Novembre (1959-)
- Patricia Kaas (1966-)

### Politikové

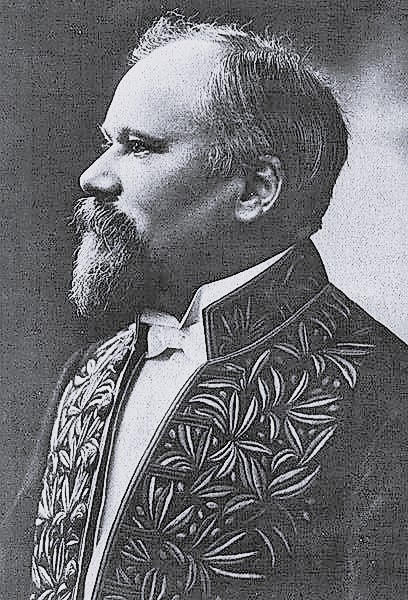
Raymond Poincaré

- Pierre-Louis Roederer (1754-1835)
- Jules Ferry (1832-1893)
- Raymond Poincaré (1860-1934)
- Maurice Barrès (1862-1923)
- Albert Lebrun (1871-1950)
- Robert Schuman (1886-1963)
- Jack Lang (1939-)

### Duchovní
- Bruno d'Eguisheim-Dagsbourg – papež Lev IX. (1002-1054)
- Henri Grégoire (1750-1831)

### Vědci
- Charles Messier (1730-1817)
- Jean-François Pilâtre de Rozier (1757-1785)
- Jean-Victor Poncelet (1788-1867)
- Charles Hermite (1822-1901)
- Edmond Laguerre (1834-1886)
- Henri Poincaré (1854-1912)
- Marie Marvingt (1875-1963)
- Louis Camille Maillard (1878-1936)
- Hubert Curien (1924-2005)

### Sportovci
- Michel Platini (1955-)

### Různé
- Antoine de Ville
- Raymond Schwartz (1894-1973)

## Zajímavosti
- Po regionu je pojmenována planetka 1114 Lorraine, objevená 17. listopadu 1928.